# Đuro Matić
Đuro Matić, hrvaško-srbski general, * 19. april 1915, † ?.

## Življenjepis
Med drugo svetovno vojno je bil politični komisar več enot. Po vojni je bil med drugim načelnik Gradbene uprave JLA.